# Ideiglenes Nemzeti Kormány
A magyar Ideiglenes Nemzeti Kormány a második világháború végén, 1944. december 22-én alakult meg Debrecenben, amikor a várost az ország keleti felével együtt már megszállta a Vörös Hadsereg, de az ország nyugati részében még folytak a harcok a szovjetek és a megszálló német hadsereg, illetve a Szálasi-kormány magyar hadserege között.

## Története
Megalakulása az Ideiglenes Nemzetgyűlés felállítását követte. Az ideiglenes törvényhozó testület a háborús állapotok és a közigazgatás teljes összeomlása miatt nem szokásos választás útján jött létre, hanem az ország felszabadult területein részben spontán módon, részben a Vörös Hadsereg támogatásával vagy nyomására megalakuló, a helyi közigazgatást szinte mindenütt kezükbe vevő nemzeti bizottságok delegáltjaiból állt. Az ideiglenes kormányt azonban nem is ez a testület, hanem az általa megválasztott Politikai Bizottság választotta meg és alakította át később. A kormány összetételét valójában Moszkvában jóváhagyott pártközi megállapodással határozták meg a Magyar Nemzeti Függetlenségi Frontban részt vevő pártok.
Összeállításánál döntő szempont volt, hogy megossza a Szálasi-kormány vezetése alatt a németek oldalán még harcoló magyar erőket, illetve elfogadható legyen a még német megszállás alatt álló magyar területek lakossága számára. Ennek érdekében a kormány vezetője és két minisztere lett három, a magyar hadsereg legmagasabb, vezérezredesi rendfokozatát viselő tábornoka, akik októberben engedelmeskedtek Horthy Miklós kormányzó fegyverszüneti felhívásának. Miklós Béla az 1. hadsereg parancsnoka, Vörös János a honvéd vezérkar főnöke, Faragho Gábor pedig a csendőrség és a rendőrség felügyelője volt és ő vezette az előzetes fegyverszüneti delegációt. Mindhárman nagy tekintéllyel rendelkeztek a magyar hadseregben, korábban többször kitüntették őket (Adolf Hitler is). A kormányban helyet kapott Teleki Pál volt miniszterelnök fia, Teleki Géza gróf is.
A miniszterelnök Miklós Béla vezérezredes lett, a később kulcsfontosságúnak bizonyuló belügyi tárcát a Nemzeti Parasztpárt kommunistákhoz is közel álló politikusa, Erdei Ferenc kapta, a földre áhítozó parasztok számára legfontosabb tárcát, a földművelésügyit pedig a kommunista Nagy Imre.

## A kormány tagjai
| Név                                       | Hivatal kezdete    | Hivatal vége       | Párt                          |                |
| miniszterelnök                            | miniszterelnök     | miniszterelnök     | miniszterelnök                | miniszterelnök |
| ----------------------------------------- | ------------------ | ------------------ | ----------------------------- | -------------- |
| dálnoki Miklós Béla                       | 1944. december 22. | 1945. november 15. | pártonkívüli                  |                |
| belügyminiszter                           |                    |                    |                               |                |
| Erdei Ferenc                              | 1944. december 22. | 1945. november 15. | NPP                           |                |
| földművelésügyi miniszter                 |                    |                    |                               |                |
| Nagy Imre                                 | 1944. december 22. | 1945. november 15. | MKP                           |                |
| honvédelmi miniszter                      |                    |                    |                               |                |
| Vörös János                               | 1944. december 22. | 1945. november 15. | pártonkívüli                  |                |
| igazságügy-miniszter                      |                    |                    |                               |                |
| Valentiny Ágoston                         | 1944. december 22. | 1945. július 21.   | SZDP                          |                |
| Ries István                               | 1945. július 21.   | 1945. november 15. | SZDP                          |                |
| iparügyi miniszter                        |                    |                    |                               |                |
| Takács Ferenc                             | 1944. december 22. | 1945. július 1.    | SZDP                          |                |
| Bán Antal                                 | 1945. július 1.    | 1945. november 15. | SZDP                          |                |
| kereskedelem- és közlekedésügyi miniszter |                    |                    |                               |                |
| Gábor József                              | 1944. december 22. | 1945. május 11.    | MKP                           |                |
| Gerő Ernő                                 | 1945. május 11.    | 1945. november 15. | MKP                           |                |
| közellátásügyi miniszter                  |                    |                    |                               |                |
| Faragho Gábor                             | 1944. december 22. | 1945. július 21.   | pártonkívüli                  |                |
| Rónai Sándor                              | 1945. július 21.   | 1945. november 15. | SZDP                          |                |
| külügyminiszter                           |                    |                    |                               |                |
| Gyöngyösi János                           | 1944. december 22. | 1945. november 15. | FKGP                          |                |
| népjóléti miniszter                       |                    |                    |                               |                |
| Molnár Erik                               | 1944. december 22. | 1945. november 15. | MKP                           |                |
| pénzügyminiszter                          |                    |                    |                               |                |
| Vásáry István                             | 1944. december 22. | 1945. július 21.   | FKGP                          |                |
| Oltványi Imre                             | 1945. július 21.   | 1945. november 15. | FKGP                          |                |
| újjáépítési miniszter                     |                    |                    |                               |                |
| Nagy Ferenc                               | 1945. május 11.    | 1945. november 15. | FKGP                          |                |
| vallás- és közoktatásügyi miniszter       |                    |                    |                               |                |
| Teleki Géza                               | 1944. december 22. | 1945. november 13. | pártonkívüli, átmenetileg PDP |                |

## A kormány fontosabb intézkedései
Az ideiglenes kormány kötötte meg 1945. január 20-án a fegyverszünetet a Szovjetunióval. Az egyezmény értelmében Magyarország hadat üzent Németországnak, és 300 millió dollár hadikárpótlás fizetésére kötelezték – kétharmadát a Szovjetuniónak és egyharmadát Jugoszláviának és Csehszlovákiának –, amit hat éven belül kellett megfizetni, főleg terményekben és árucikkekben. Előírta a fegyverszünet például 200 ezer óra leszállítását, amihez a svájci rugókat külföldről kellett beszerezni; valamint 52 mázsa cukorka átadását a Vörös Hadseregnek, ami a fegyverszünet értelmében ezeken felül bármit leszerelhetett és elszállíthatott az országból hadizsákmányként. A jóvátételt végül 1958-ra sikerült megfizetni, addig mintegy hatvanezer főnyi értékes munkaerőt kötött le ennek előteremtése.
Március 15-én a kormány kiadta a földreformra vonatkozó rendeletet a 100 holdnál nagyobb birtokok felosztásáról, amelynek alapján sok paraszt juthatott földhöz. A kommunisták a következő években gyakran hivatkoztak arra, hogy a földreformra kommunista miniszter, Nagy Imre vezetésével került sor.
Az ideiglenes kormány 1945 tavaszán a februárban „felszabadult” Budapestre költözött, majd ősszel előkészítette és lebonyolította a nemzetgyűlési választást. Megbízatása 1945. november 15-én szűnt meg, amikor az új Nemzetgyűlés megválasztását követően megalakult az új kormány a kisgazdapárti Tildy Zoltán vezetésével.